# Chrysotoxum fasciatus
Chrysotoxum fasciatus är en tvåvingeart som beskrevs av Kohli, Kapoor och Gupta 1988. Chrysotoxum fasciatus ingår i släktet getingblomflugor, och familjen blomflugor. Inga underarter finns listade i Catalogue of Life.